# Papamosques gorjablau
El papamosques gorjablau (Cyornis rubeculoides) és una espècie d'ocell de la família dels muscicàpids (Muscicapidae) del sud-est asiàtic. Es troba al nord, est i sud del subcontinent indi, desplaçant-se des de l'Himàlaia, als Ghats occidentals a l'hivern. A més de l'Índia, s'estén per Bangladesh, arribant a les muntanyes d'Arakan i de Tenasserim, de Myanmar i Tailàndia. Habita els boscos tropicals i subtropicals de frondoses humits i els matollars. El seu estat de conservació és de risc mínim.